# Charlie Brown i Snoopy
Charlie Brown i Snoopy (originalment en anglès, The Peanuts Movie) és una pel·lícula de comèdia animada per ordinador estatunidenca de 2015 basada en la tira còmica Peanuts de Charles Monroe Schulz, produïda per Blue Sky Studios i distribuïda per 20th Century Fox. És el cinquè llargmetratge de Peanuts i la primera en trenta-cinc anys. La pel·lícula està dirigida per Steve Martino a partir d'un guió de Craig i Bryan Schulz (fill i net de Schulz, respectivament) i Cornelius Uliano, i és protagonitzada per les veus originals de Noah Schnapp com a Charlie Brown i, a través d'enregistraments d'arxiu, Bill Melendez com a Snoopy i Woodstock. S'ha doblat al català i al valencià
La producció va començar el 2006, sis anys després de la mort de Charles Schulz i el llançament final de l'última tira còmica de Peanuts. Craig Schulz, fill d'en Charles, va presentar una idea cinematogràfica al seu fill, Bryan Schulz. Mentre presentava la idea de la pel·lícula, Bryan va declarar que tenia un control creatiu total sobre la pel·lícula, de manera que la qualitat es mantindria sota el llegat de Charles. 20th Century Fox i Blue Sky Studios van anunciar el desenvolupament d'una pel·lícula d'animació per ordinador l'octubre de 2012, amb Steve Martino com a director, a causa de la seva fidelitat a la pel·lícula, Horton Hears a Who! (2008), també produïda per Blue Sky. A la pel·lícula es van presentar nombrosos elements de la tira còmica, com ara l'estany de patinatge de Charlie Brown, la seva casa, "la paret" i la cabina del psiquiatre de Lucy, així com les cançons de veu de Snoopy i Woodstock de Bill Melendez. La banda sonora va ser composta per Christophe Beck, amb contribucions de Meghan Trainor i David Benoit, incloent-hi temes originals de Vince Guaraldi.
Charlie Brown i Snoopy es va exhibir a la ciutat de Nova York l' 1 de novembre de 2015, i es va estrenar als Estats Units cinc dies més tard. Va recaptar 246 milions de dòlars a tot el món amb un pressupost de 99 milions de dòlars, cosa que la va convertir en la setena pel·lícula d'animació més taquillera del 2015. La pel·lícula va rebre crítiques generalment positives, amb elogis per l'animació, la interpretació de veu i la fidelitat al material original. Va rebre nominacions al premi Annie a la millor pel·lícula d'animació, al Premi de la Crítica Cinematogràfica a la millor pel·lícula d'animació i va ser la primera pel·lícula de Blue Sky Studios nominada al Globus d'Or a la millor pel·lícula d'animació.